# Rubižne
Rubižne (ukrajinsky Рубіжне, rusky Рубежное – Rubežnoje) je město v Luhanské oblasti na Ukrajině. V roce 2012 v něm žilo 60 416 obyvatel a v rámci Luhanské oblasti bylo osmým největším městem. Leží v oblasti Donbasu, na levém břehu Severního Doňce v blízkosti měst Severodoněck, Lysyčansk a Kreminna; zhruba 85 kilometrů na severozápad od Luhanska. 

## Historie
Malá obec vznikla v 18. století jako součást Azovské gubernie, na sídlo městského typu se rozrostla po zřízení železničního nádraží roku 1904,  statut města byl potvrzen roku 1934.  V té době Rubižne společně s Lysyčanskem a Severodoněckem vytvořilo průmyslovou oblast, jedno z nejdůležitějších center chemického průmyslu na Ukrajině. Za druhé světové války zde němečtí nacisté zřídili věznici.
V roce 2014 město ovládli proruští separatisté a prohlásili je za součást Luhanské lidové republiky. 

## Bitva o Rubižne 2022
Bitva o Rubižne byla součástí ruská invaze na Ukrajinu v roce 2022, která začala 15. března útokem ruské armády, při němž byla ostřelována mimo jiné i nemocnice a několik škol. Boje o město trvaly téměř 2 měsíce. Počátkem dubna ruské síly ovládaly zhruba 60% města. 14. května přiznal gubernátor Luhanské oblasti, že ruské jednotky ovládly skoro celé město.

## Hospodářství
Město bylo do jara 2022 významným střediskem chemického a farmaceutického průmyslu. Firma Mikrochim dodávala zejména léky pro kardiologii. 

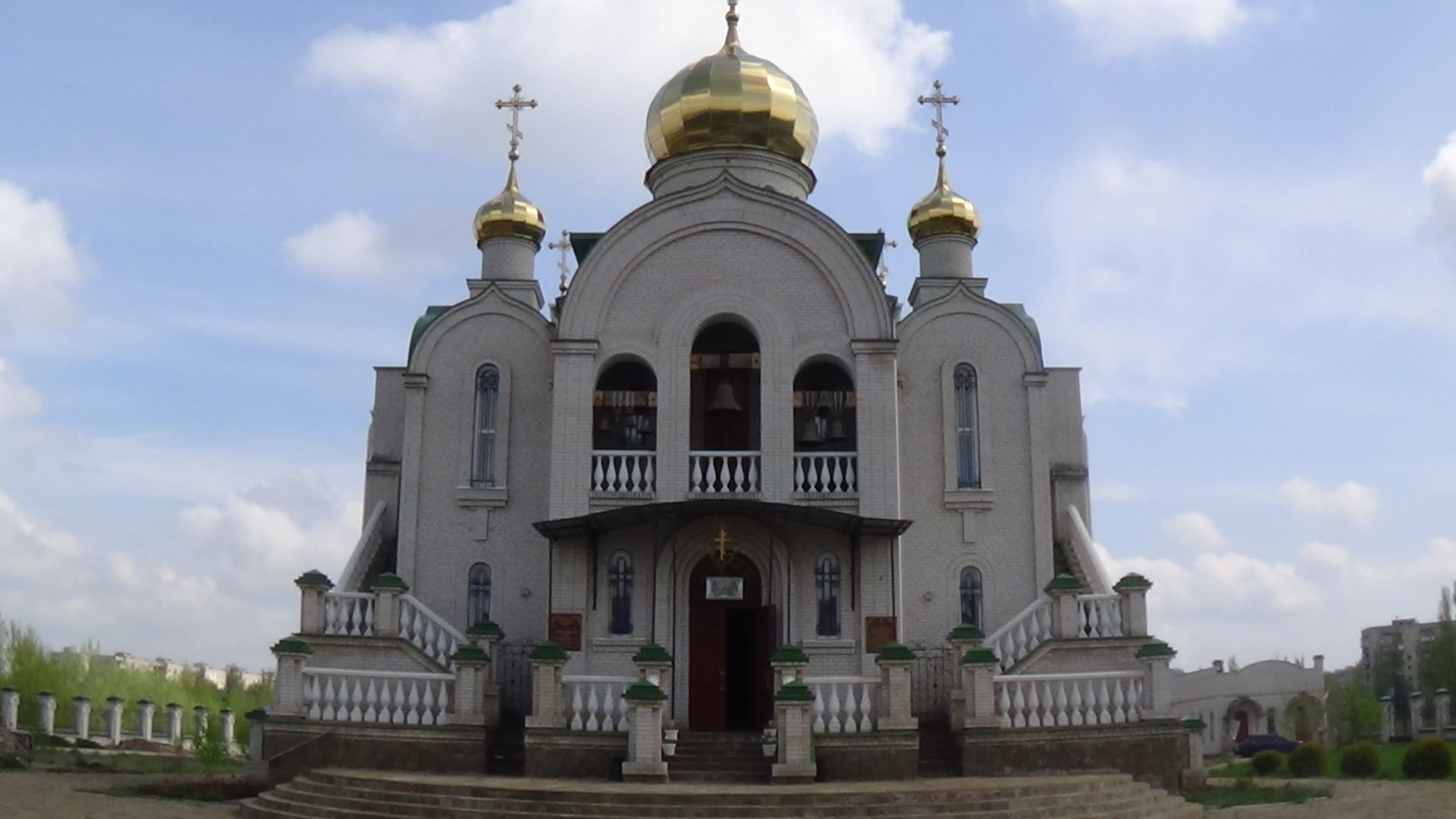
Chrám Nanebevzetí Panny Marie

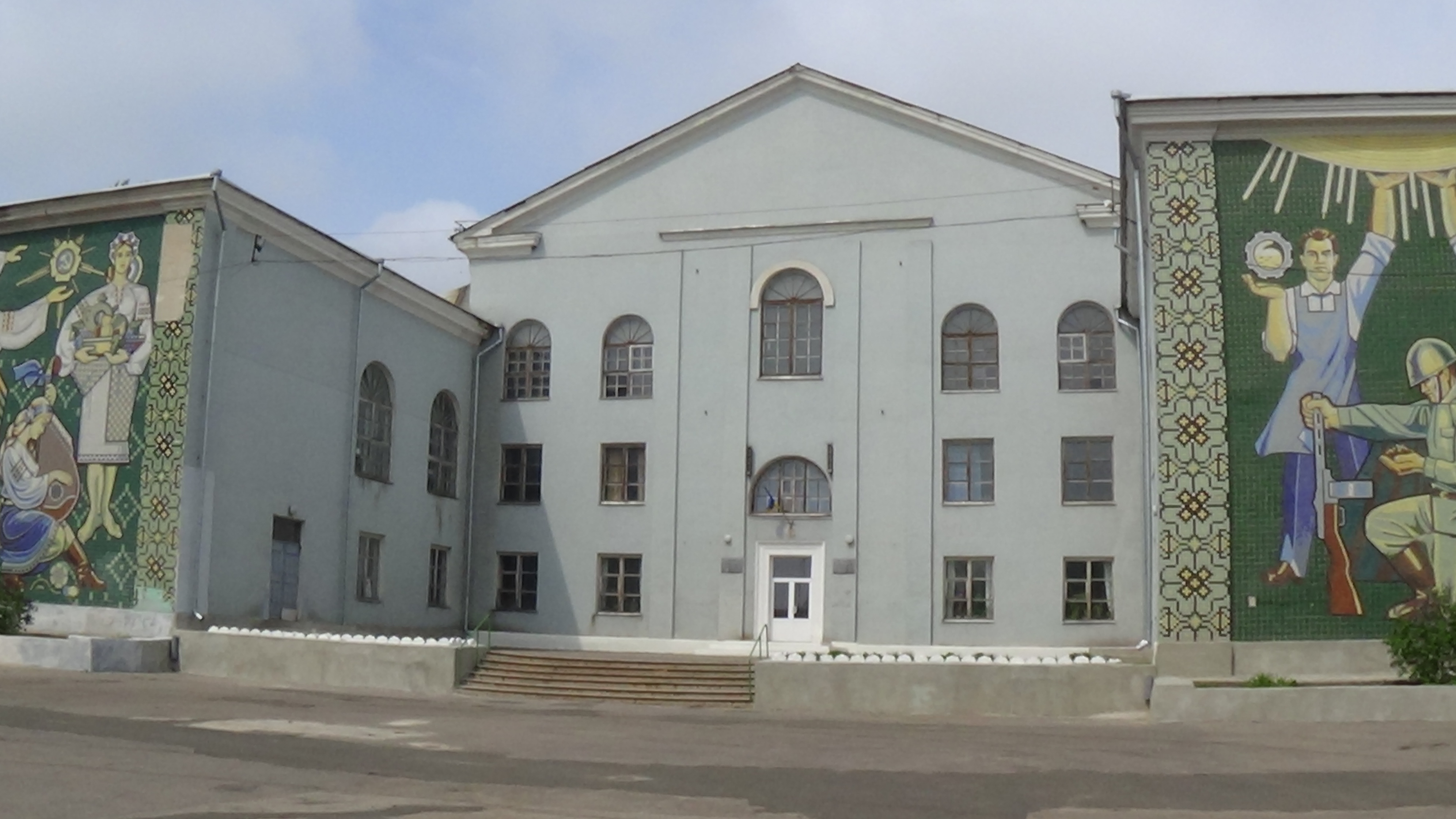
Palác kultury

## Kultura, školství a sport
- Divadlo, dům kultury, městské muzeum a dva pravoslavné chrámy tvořily do jara roku 2022 kulturní zónu města.
- V roce 1956 byla založena vysoká škola, nynější Luhanská státní univerzita lékařství, která měla v roce 2021 fakulty pediatrickou, farmaceutickou a stomatologickou.[4]
- Sportovní tradice města se rozvíjela na čtyřech sportovních stadionech, zejména ve volejbale, fotbalisté byli sdruženi v klubu SK Zorja Rubižne.

## Rodáci
- Fjodor Vladimirovič Jemeljaněnko (* 1976), zápasník